# Шеллі Бобріцкі
Шеллі Бобріцкі (27 червня 2001) — ізраїльська синхронна плавчиня.
Учасниця Олімпійських Ігор 2020 року, де в змаганнях дуетів посіла 15-те місце і не потрапила до фіналу.